# Sainte-Colombe-sur-Gand
Sainte-Colombe-sur-Gand – miejscowość i gmina we Francji, w regionie Owernia-Rodan-Alpy, w departamencie Loara.
Według danych na rok 1990 gminę zamieszkiwało 437 osób, a gęstość zaludnienia wynosiła 32 osób/km² (wśród 2880 gmin regionu Rodan-Alpy Sainte-Colombe-sur-Gand plasuje się na 1201. miejscu pod względem liczby ludności, natomiast pod względem powierzchni na miejscu 866.).